# Phaeochrous nicolasi
Phaeochrous nicolasi là một loài bọ cánh cứng trong họ Hybosoridae. Loài này được Keith miêu tả khoa học năm 2002.